# Сурт (міфологія)
Сурт (давньосканд. Surtr) — у скандинавській міфології вогненний велетень, володар Муспельгейму.
Сурт править вогненними велетнями. Його ім'я означає Чорний (Смаглявий). У день Рагнароку його орди вирушать на північ «подібно до південного вітру», щоб зійтися в бою з богами-асами. У битві Сурт уб'є Фрейра, його меч зрубає світове дерево Іггдрасілль, і це стане початком загибелі всього світу. Ліс Годміміра залишиться, оскільки це місце, у якому його полум'яний меч втрачає свою силу. Також вціліє палац Гімле, в якому у всі часи будуть жити добрі і праведні люди. (На зображенні: Сурт з вогненним мечем. Фрідріх Енгельхард, бл. 1882 р.)

## Топоніми та сучасний вплив
- Суртсей — вулканічний острів, найпівденніша точка Ісландії.
- Суртсгедлір — лавова печера[en], розташована в західній частині Ісландії.
- Сурт — природний супутник Сатурна.
- Суртом називався привид, що фігурував у мультсеріалах «Справжні мисливці на привидів[en]» і «Екстремальні мисливці на привидів».
- Суртур, персонаж Marvel Comics і супротивник Тора, заснований на Сурті і має з ним багато спільних рис.[1]
- Surtr — жіночий персонаж з відеогри Arknights.[2]